# FSO Asia
FSO Asia tidigare kallad TI Asia och Hellespont Alhambra, är världens nu största oljetanker, tillsammans med tre systerfartyg. Den ingick i klassen ULCC (Ultra Large Crude Carrier) där de fyra har sin egen fartygsklass kallad TI klass.
Fartyget byggdes på det koreanska varvet Daewoo Shipbuilding & Marine Engineering CO. LTD. år 2002, är 380 meter lång, 68 meter bred och rymmer 441 893 ton petroleum. I samma serie ingick systerfartygen TI Africa, TI Europe och TI Oceania. Under 2009 byggdes TI Asia om till FSO, Floating Storage and Offloading, och ligger numera ute på oljefältet Al Shaheen utanför Qatar där hon ersatte Knock Nevis.
Sedan ombyggnaden till FSO kan fartyget lagra 2,8 miljoner oljefat.